# Bellaing
Bellaing és un municipi francès, situat a la regió dels Alts de França, al departament del Nord. L'any 2006 tenia 1.240 habitants. Limita al nord-est amb Hérin, al sud-est amb Oisy, al sud-oest amb Haveluy i al nord-oest amb Wallers.

## Demografia
| 1962                                       | 1968  | 1975  | 1982  | 1990  | 1999  | 2006  |
| ------------------------------------------ | ----- | ----- | ----- | ----- | ----- | ----- |
| 941                                        | 1.225 | 1.298 | 1.555 | 1.335 | 1.305 | 1.240 |
| Des de 1962: població sense dobles comptes |       |       |       |       |       |       |

## Administració
| Període | Identitat     | Partit |
| ------- | ------------- | ------ |
| 2001-   | Michel Blaise |        |